# Batalla de Memel
La batalla de Memel o el asedio de Memel (en alemán: Erste Kurlandschlacht) fue una batalla que tuvo lugar en el Frente Oriental durante la Segunda Guerra Mundial. La batalla comenzó cuando el Ejército Rojo lanzó su operación ofensiva de Memel (en ruso: Мемельская наступательная операция) a finales de 1944. La ofensiva llevó a las fuerzas alemanas restantes en el área que ahora es Lituania y Letonia a una pequeña cabeza de puente en Klaipėda (Memel) y su puerto, lo que llevó a un asedio de tres meses. La cabeza de puente finalmente fue aplastada como parte de una ofensiva soviética posterior, la Ofensiva de Prusia Oriental, a principios de 1945.

## Antecedentes
Desde 1474, Memel había estado bajo control de Prusia directa o indirectamente. Con la derrota alemana en la Primera Guerra Mundial, las naciones aliadas convirtieron a Memel y sus alrededores en un protectorado internacional. En 1922, tropas de Lituania expulsaron a las fuerzas internacionales, en su mayoría francesas, y anexionaron Memel a Lituania.
Con la llegada de Hitler al poder, el ministro de Relaciones Exteriores alemán, Joachim von Ribbentrop, presionó al débil gobierno lituano para que devolviera Memel. El 23 de marzo de 1939, tropas alemanas ocuparon Memel, aunque las fuerzas lituanas ya habían sido evacuadas.
La exitosa Operación Bagration, de junio-agosto de 1944 había prácticamente destruido el Grupo de Ejércitos Centro alemán y había expulsado de lo que ahora es Bielorrusia, la mayor parte de lo que ahora es Lituania y gran parte de Polonia a las tropas de ocupación nazis. Durante agosto y septiembre de ese año, una serie de contraofensivas alemanas —Operaciones Doppelkopf y Cäsar— lograron detener el avance soviético y mantener una precaria conexión entre los Grupos de Ejércitos Centro y Norte alemanes; sin embargo, El Alto Mando soviético (Stavka) hizo los preparativos para un ataque del 1.er Frente Báltico contra las posiciones del 3.º Ejército Panzer, para posteriormente avanzar hacia Memel, dividiendo los dos grupos de ejércitos alemanes y cercando al Grupo de Ejércitos Norte en una bolsa en la península de Curlandia (véase Bolsa de Curlandia).

## Orden de batalla

### Ejército Rojo
Primer Frente Báltico - comandanteː coronel general Iván Bagramián.
- 5.º Ejército de Tanques de Guardias, comandanteː coronel general de blindados, Vasili Volski;[3]
- 43.º Ejército, comandanteː teniente general Afanasi Beloborodov;[4]
- 51.º Ejército, comandanteː teniente general Yákov Kreizer;[5]
- 4.º Ejército de Choque, comandanteː teniente general Piotr Malishev;[6]
- 2.º Ejército de Guardias, comandanteː teniente general Porfiry Chanchibadze;[7]
- 6.º Ejército de Guardias, comandanteː teniente general Iván Chistiakov

Tercer Frente Bielorruso (parte), comandanteːgeneral de ejército Iván Cherniajovski
- 39.º Ejército, comandanteː teniente general Iván Liudnikov;[8]

### Wehrmacht
Grupo de Ejércitos Norte, comandante Generaloberst Ferdinand Schöerner
- 3.er Ejército Panzer, comandante Generaloberst Erhard Raus
  - XXVIII Cuerpo, comandante General der Infanterie Hans Gollnick
  - XL Cuerpo Panzer, comandante General der Panzertruppe Sigfrid Henrici

## Batalla
Para finales de septiembre de 1944, El Frente de Leningrado del mariscal Leonid Góvorod había despejado de fuerzas alemanas toda Estonia. El Tercer Frente Báltico del general del ejército Iván Máslennikov y el Segundo Frente Báltico del general de ejército Andrei Yeriómenko se aproximaban a Riga, y el Primer Frente Báltico del coronel general Iván Bagramián había rechazado los contraataques alemanes y tomado Jelgava y Dobele, amenazando Riga desde el sur, sin embargo el Grupo de Ejércitos Norte de Schöerner se había atrincherado en las afueras de la ciudad, apoyado en una serie de defensas cuidadosamente preparadas.
Enfrentado a esta realidad, la Stavka había estado preparando un nuevo eje de ataque hacia la costa báltica por entre los dos grupos de ejército alemanes. Para ello, debía cambiar el eje de avance del Primer Frente Báltico de Riga hacia el este y el suroeste. El 24 de septiembre, la Stavka ordenó al Frente de Leningrado y a la Flota del Báltico que completaran la liberación de Estonia y que organizaran una operación anfibia para liberar el archipiélago Moonsund (véase Operación Moonsund). Mientras tanto los 2.º y 3.º Frentes Bálticos debían asaltar Riga. Y, lo que era más importante, el 1.º Frente Báltico de Bagramián y parte del 2.º Frente Bielorruso de Cherniajovski, atacarían a lo largo del eje Siauliai-Memel, tomarían Memel y Liepäja para después aislar al Grupo de Ejércitos Norte de Prusia Oriental, lo que facilitaría enormemente la completa destrucción de todas las fuerzas alemanas en la región báltica. Este avance debía ser apoyado por un ataque del Tercer Frente Bielorruso de Iván Cherniajovski en dirección a Königsberg (actual Kaliningrado).
Esta reorientación del eje de ataque del 1.er Frente Báltico requería una intensa reorganización de las fuerzas y de la logística del frente al mando de Bagramián. Entre el 24 de septiembre y el 4 de octubre, trasladó en secreto 5 ejércitos compuestos de 50 divisiones de fusileros, 15 brigadas de tanques y 93 regimientos de artillería. Los alemanes detectaron los preparativos soviéticos, pero fueron incapaces de deducir sus intenciones.
El 5 de octubre, Bagramián abrió la ofensiva contra el 3.er Ejército Panzer de Raus en un frente de sesenta millas, concentrando su fuerza de ataque contra la relativamente débil 551.ª División Volksgrenadier. Esta división alemana colapsó el primer día y se logró una penetración de 16 km; Luego, Bagramián envió al 5.º Ejército de Tanques de la Guardia de Volski a través de la brecha, apuntando a la costa al norte de Memel. Hubo un colapso general de las posiciones del 3.er Ejército Panzer el 7 de octubre, y una penetración más al sur por el 43.er Ejército de Beloborodov. En dos días, había llegado a la costa al sur de Memel, mientras que Volski había rodeado la ciudad desde el norte. En el sur, el flanco norte del Tercer Frente Bielorruso de Cherniajovski avanzaba sobre Tilsit (actual Sovetsk). El cuartel general del Tercer Ejército Panzer fue invadido por el 5.º Ejército de Tanques de la Guardia, y Raus y su estado mayor tuvieron que abrirse camino hasta Memel.
Estos avances del 5.º Ejército de Tanques de la Guardia y del 43.º Ejército habían cercado al 18.º Ejército alemán en la ciudad de Memel, al tiempo que aislaba a uno de los cuerpos de ejército del 3.º Ejército Panzer, junto con el resto del Grupo de Ejércitos Norte en el área de Riga y Curlandia. Después de que Memel quedara aislada del resto de tropas alemanas, Schöerner insistió en que los restos del Grupo de Ejércitos Norte debían retirarse a la península de Curlandia, abandonando en el proceso la ciudad de Riga, una retirada que se completó el 23 de octubre de 1944.
El comandante del Grupo de Ejércitos Norte, Ferdinand Schörner, señaló el 9 de octubre que organizaría un ataque para relevar a Memel si las tropas podían liberarse evacuando Riga. La decisión sobre este asunto se retrasó, pero la Kriegsmarine logró retirar gran parte de la guarnición y algunos civiles del puerto de Riga mientras tanto. El XXVIII Cuerpo alemán al mando de Gollnick mantuvo una línea defensiva alrededor de la ciudad de Memel. 
A continuación la Stavka centró su atención en los restos del 3.er Ejército Panzer, atrincherado en la frontera de Prusia Oriental. Mientras el 1.er Frente Báltico se aproximaba al río Niemen desde el norte, el alto mando soviético autorizó al 3.er Frente Bielorruso de Cherniajovski para intentar penetrar en el interior de Prusia Oriental siguiendo el eje Gusev-Königsberg. Esta ofensiva, la Operación Gumbinnen-Goldap, se topó con una resistencia alemana extremadamente fuerte y se detuvo a los pocos días, tras haber avanzado apenas entre 50 y 100 km en el interior de Prusia Oriental a costa de grandes pérdidas.

## Asedio
El estancamiento de la Operación Gumbinnen significó que las fuerzas soviéticas (principalmente del 43.º Ejército) se asentaron en un bloqueo de las tropas alemanas que se habían retirado a Memel. La fuerza alemana, compuesta en gran parte por elementos de la División Großdeutschland, la 58.ª División de Infantería y la 7.º División Panzer, fue ayudada por defensas tácticas fuertemente fortificadas, fuego de artillería pesada de los barcos de la Kriegsmarine (incluido el crucero pesado Prinz Eugen) en el Báltico y una tenue conexión con el resto de Prusia Oriental a través del istmo de Curlandia,.  
El bloqueo y la defensa se mantuvo durante noviembre, diciembre y gran parte de enero, período durante el cual los civiles restantes que habían huido a la ciudad y los militares heridos fueron evacuados por mar. Durante este tiempo, la Großdeutschland y la 7.ª División Panzer fueron retiradas, tras sufrir grandes pérdidas, y fueron reemplazadas por la 95.ª División de Infantería, que llegó por mar.  
La ciudad fue finalmente abandonada el 27 de enero de 1945. El éxito de la Ofensiva soviética de Prusia Oriental hacia el sur hacía insostenible la posición de la cabeza de puente, y se decidió retirar el XXVIII Cuerpo de la ciudad a la península de Sambia para ayudar en la defensa allí; las tropas restantes de la 95.º y 58.º Divisiones de Infantería fueron evacuadas al istmo de Curlandia, donde la 58.º División actuó como retaguardia para la retirada. Las últimas unidades alemanas organizadas partieron a las 4 de la mañana del 28 de enero, y las unidades soviéticas tomaron posesión del puerto unas horas más tarde.

## Consecuencias
Memel, que había sido parte de Lituania solo entre 1923 y 1939 antes de ser reincorporada a Alemania, fue transferida a la República Socialista Soviética de Lituania bajo la administración soviética. En 1947 fue formalmente renombrada usando el nombre lituano de Klaipėda. Lituania la conservó al separarse de la Unión Soviética en 1991.